# Рогожарски ИК-3
Рогожарски ИК-3 је био југословенски нискокрилни ловачки авион једносед, који је конструисао пројектантски тим инжењера Љубомира Илића, Косте Сивчева и Слободана Зрнића 1936. Први прототип авиона је израђен 1938. а серијска производња је отпочела 1940. у фабрици авиона Рогожарски А. Д. Током Априлског рата учествовало само шест авиона овог типа. Упркос томе ИК-3 се показао као равноправни противник у сукобу са немачким Месершмитима.

## Пројекат
Ловачки авион ИК-3 настао је током тридесетих година 20. века као резултат приватног подухвата инжењера Љубомира Илића, Косте Сивчева и Слободана Зрнића, који се тиму прикључио у фази израде статичких прорачуна и пројектовања структуре.
Пројектна документација ИК-3 је предата на усвајање Команди ваздухопловства половином 1936. године, али је због неповерења у домаће конструкторе уговор за израду прототипа потписан тек у марту 1937. Израда прототипа поверена је фабрици авиона Рогожарски, која је имала великог искуства у изградњи авиона дрвене конструкције што је омогућавало квалитетну израду крила и стабилизатора ИК-3 који су израђивани од лепенке.

## Прототип
Први прототип авиона ИК-3 је полетео 14. априла 1938. године, а њиме је управљао искусни пилот из Опитне групе капетан Никола Бјелановић. Био је опремљен мотором на водено хлађење Хиспано Суиза 12Y-29, снаге 686 kW (920 KS) и био је наоружан једним топом калибра 20 mm, који је дејствовао кроз главчину елисе и са два митраљеза FN-Браунинг 7,92 mm изнад поклопца мотора. Решеткасти труп је био направљен од челичних цеви покривених шперплочом и платном, док је структура крила била дрвена, покривена шперплочом, закрилца су била такође метална решетка покривена са платном, а стајни органи увлачећи. Авион је представљао комбинацију карактеристика британског Хокер харикена и немачког Месершмита Ме-109, али је по својим перформансама и спољашњем изгледу највише личио на француског ловца Моран-Солније МС.406 који је имао исти мотор као ИК-3, али је постизао за око 40 km/h мању брзину.
Први пробни летови извршени су крајем маја 1938. године, и потпуно су потврдили предвиђања и очекивања конструктора у погледу перформанси и борбених карактеристика. ИК-3 је летео са максималном брзином од 527 km/h, што је за дату снагу мотора представљало одличан резултат чак и у међународним размерама. У испитивању летних карактеристика прототипа учествовало је пет пробних пилота и сви су дали високе оцене. На основу позитивних резултата испитивања донета је одлука да се почне са серијском производњом, али је она стопирана када се 19. јануара 1939. године, срушио прототип авиона ИК-3 којим је управљао капетан Милан Покорни. Капетан Покорни је сувише нагло извадио авион из стрмог обрушавања што је довело до преоптерећења и отказа структуре крила. Авион се срушио у реку, а пилот је погинуо. После несреће Врховна команда ваздухопловства је захтевала да се спроведу додатна аеродинамичка и статичка испитивања и испита узрок несреће. Истрага је показала да је до несреће дошло због грешке пилота и да конструкција задовољава предвиђене захтеве чврстоће. Због веће сигурности ипак су појачани најоптерећенији делови крила. Одлука о изради прве серије је потврђена, али је без потребе изгубљено неколико драгоцених месеци.

## Серијска производња
Нови серијски ИК-3 донекле се разликовао од прототипа. Серијски ИК-3 имао је уграђено непробојно ветробранско стакло, клизни поклопац кабине са додатним металним оквирима, боље обликовани задњи део трупа и чешку верзију мотора Хиспано-Суиза, Авиа Х. С. 12Y. Прва серија од 12 авиона израђена је такође у Рогожарском, и првих шест ИК-3 испоручено је до краја марта 1940. године. Других шест предато је војном ваздухопловству до краја јула. Даљим програмом серијске производње било је предвиђено да се у току 1941. и 1942. године изради укупно 48 авиона. У тренутку немачког напада, у фабрици је била у изради серија од двадесет и пет ИК-3 која је требало да буде испоручена до краја 1941. године.
Конструкторски тим Илић, Сивчев, Зрнић, планирао је производњу побољшане верзије авиона ИК-3. У ту сврху испитивана је могућност уградње јачег мотора. Првобитно је планирано да се у авион угради мотор Хиспано-Суиза 12Y-51, снаге 820 kW (1100 KS), али је због пада Француске овај мотор постао недоступан. Због тога је разматрана могућност уградње немачког мотора Дајмлер-Бенц DB 601А. У том циљу, један овакав мотор уграђен је у британски ловачки авион Хокер харикен, који је по лиценци произвођен у Југославији. Резултати су били изузетни, али је рат спречио даљу реализацију модернизације ИК-3. У исто време у један ИК-3 уграђен је британски мотор Ролс-Ројс Мерлин III снаге 770 kW (1030 КС). На овом авиону, који је по перформансама био раван са немачким Месершмитом Ме-109 Е, током Априлског рата летео је најуспешнији пилот ЈКРВ, наредник Милисав Семиз, чији је серијски ИК-3 тешко оштећен 7. априла, приликом слетања на Земунски аеродром.
Дванаест авиона ИК-3 из прве производне серије распоређени су у 51. ловачку групу из састава Шестог ловачког пука Прве ваздухопловне ловачке бригаде. Ту су у употреби били Хокер харикен и Месершмит Ме-109E3, и пилоти су дали предност ИК-3 сматрајући да боље лети, а уз то је било и једноставније одржавање. До почетка Априлског рата један ИК-3 изгубљен је у удесу који се догодио 6. септембра 1940. године када је погинуо капетан Антон Ерцигој. Турска је разматрала могућност куповине лиценцне производње ИК-3, али је Други светски рат спречио све планове везане за тај програм.

## ИК-3 у одбрани земље 1941.
Свих 12 произведених авиона ИК-3 предати су 51. ловачкој групи која се налазила у саставу 6. ловачког пука који је током Априлског рата био задужен за одбрану Београда. 51. ловачка група била је састављена од 161. и 162. ловачке ескадриле које су биле стациониране на аеродрому Земун.
У тренутку избијања Априлског рата, у наоружању 51. ловачке групе налазило се 6 борбено способних авиона ИК-3, од укупно 12, колико је испоручено. Један авион изгубљен је у удесу, два су се налазила на редовном сервису у фабрици Рогожарски, два су се налазила на сервису у пуковској радионици, а један је био на модификацији.
У борбама изнад југословенске престонице учествовало је 6 авиона ИК-3 чији пилоти су након симулираних борби са југословенским Ме-109 Е-3 имали прилику да се делимично припреме за оно што их очекује у борби против немачке Луфтвафе. Иако је ИК-3 био спорији од Ме-109, био је знатно покретљивији због чега је развијена посебна тактика за борбу против немачких ловачких авиона. Због веће покретљивости ИК-3, југословенски пилоти упуштали су се у борбу са немачким Месершмитима изводећи читав низ спојених заокрета. Због мањег радијуса окретања ИК-3, немачки пилоти који би се упустили у борбу би се после неколико заокрета нашли на нишану југословенских пилота. Упркос великом броју погодака које су постигли југословенски пилоти, број оборених немачких авиона био је релативно мали због тога што југословенски авиони нису били наоружани запаљивом муницијом.
После првог дана рата 161. и 162. ловачка ескадрила имале су само три борбено способна авиона ИК-3. Авион наредника Милисава Семиза је тешко оштећен 7. априла, али је пилот успео да слети на Земунски аеродром. Истог дана стављен му је на располагање ИК-3 који је био на модификацији у фабрици авиона Рогожарски. Преостали авиони ИК-3 прелетели су заједно са осталим авионима 6. ловачког пука на аеродром Велики Радинци, где су их посаде спалиле у зору 12. априла, због приближавања Немаца.
Наредник Милисав Семиз, који је током Априлског рата летео на ловачком авиону ИК-3, био је најуспешнији пилот-ловац Југословенског краљевског ратног ваздухопловства са четири непотврђене ваздушне победе.
Југословенски пилоти који су летели на ловачким авионима ИК-3, постигли су током Априлског рата 11 непотврђених ваздушних победа уз губитке од четири оборена ИК-3 и три које су њихове посаде уништиле на земљи како не би пали непријатељу у руке.
Ипак 7 авиона ИК-3 су немци успели да заплене у различитим стањима. Два авиона су послата у Немачку на испитивање. Сматра се да су та 2 авиона ИК-3 била префарбана у немачке ознаке.

## Техничке карактеристике
| Параметер               | Подаци                                                          |
| ----------------------- | --------------------------------------------------------------- |
| Посада                  | 1 члан (пилот)                                                  |
| Дужина                  | 8,00 m                                                          |
| Размак крила            | 10,30 m                                                         |
| Висина                  | 3,25 m                                                          |
| Површина крила          | 16, 50 м²                                                       |
| Погон                   | Хиспано Суиза ХС 12Y29 снаге 925 КС / 690 kW                    |
| Гориво                  | 330 л                                                           |
| Уље                     | 38 л                                                            |
| Маса - празан           | 2.068 kg                                                        |
| Маса - полетан          | 2.630 kg                                                        |
| Дужина стазе полетања   | 200 м                                                           |
| Време пењања на 5.000 м | 7,49 мин                                                        |
| Долет                   | 600 km                                                          |
| Плафон лета             | 9.400 м                                                         |
| Брзина                  | 527 km/h                                                        |
| Брзина крстарења        | 415 km/h                                                        |
| Наоружање;              | 1 х 20 mm топ и 2 х 7,92 mm митраљеза Браунинг (2 х 500 метака) |

### Наоружање
- 1 x 20 mm топ Ерликон FF/SMK M.39 E.M,
- 1 x 20 mm топ Hispano-Suiza HS.404 (60 метака),
- 2 x митраљези 7,92 mm FN-Браунинг (M.38 Browning FN) (2 x 500 метака)
- Стандардна навигациона радио-станица.

### Списак
| Број      | Предратно коришћење                      | 6. април 1941.                     | 7. април 1941. | 11. април 1941. | 12. април 1941.            |
| --------- | ---------------------------------------- | ---------------------------------- | -------------- | --------------- | -------------------------- |
| No2-2151  | Милан Покорни, срушен 19. јануара 1939.  |                                    |                |                 |                            |
| No3-2152  |                                          | Рогожарски А. Д., радионица        |                |                 | заробљен/Земун             |
| No4-2153  |                                          | 6. ловачки пук, радионица          |                |                 | заробљен/Земун             |
| No5-2154  |                                          | Рогожарски А. Д., радионица        |                |                 | заробљен/Земун             |
| No6-2155  |                                          | 6. ловачки пук, радионица          |                |                 | заробљен/Земун             |
| No7-2156  | Антон Ерцигој, срушен 6. септембра 1940. |                                    |                |                 |                            |
| No8-2157  |                                          | Рогожарски радионица               | Милисав Семиз  | Милисав Семиз   | спаљен у Великим Радинцима |
| No9-2158  |                                          | Едуард Банфић, уништен при слетању |                |                 |                            |
| No10-2159 |                                          | Сава Пољанец, уништен при слетању  |                |                 |                            |
| No11-2160 |                                          | Душан Боричић, оборен              |                |                 |                            |
| No12-2161 |                                          | Милисав Семиз, уништен при слетању |                |                 |                            |
| No13-2162 |                                          | Душан Вујичић                      | Душан Вујичић  | Душан Вујичић   | спаљен у Великим Радинцима |
| No14-2163 |                                          | Тодор Гогић                        | Тодор Гогић    | Тодор Гогић     | спаљен у Великим Радинцима |

## Компаративни авиони
- P-40 Ворхок
- Моран-Солније МС.406, Девоатин Д.520, Кодрон ЦР.714
- МиГ-1, Јак-1
- Авиа Б.135
- Месершмит Bf 109
- Хокер харикен
- Ређиани Ре.2000
- ИАР 80